# Кудряшова, Клавдия Кузьминична
Клавдия Кузьминична Кудряшо́ва (1925, х. Белый, Северо-Кавказский край, СССР — 2012, Минск, Белоруссия) — советская, белорусская и российская камерная и оперная певица (меццо-сопрано). Народная артистка СССР (1970).

## Биография
Родилась 13 декабря 1925 года на хуторе Белом (ныне — в Ленинградском районе, Краснодарский край).
Во время учёбы в школе в Сочи пела в хоре городского Дома пионеров.
В 1946 году окончила Краснодарское музыкальное училище (ныне Краснодарский музыкальный колледж им. Н. А. Римского-Корсакова), а в 1952 — Московскую консерваторию им. П. И. Чайковского (класс Р. Я. Альперт-Хасиной).
С 1952 года — солистка Белорусского Большого театра оперы и балета (Минск), исполняла все меццо-сопранные партии репертуара театра.
С 1960 года работала в Пермском театре оперы и балета имени П. И. Чайковского.
Гастролировала за рубежом (Польша, Куба).
Выступала в концертах с произведениями Д. Д. Шостаковича, Г. В. Свиридова, романсами С. В. Рахманинова, Э. Грига.
В 1970-х годах Всесоюзной фирмой «Мелодия» была выпущена пластинка с записями её арий в сопровождении оркестра Большого театра под управлением Б. Э. Хайкина.
В 1973—1976 годах — член правления Пермского отделения Всероссийского театрального обществе (ВТО). Неоднократно избиралась депутатом Пермского областного Совета народных депутатов, являлась членом Областного Совета профсоюзов, председателем военно-шефской комиссии при Всероссийском театральном обществе.
Умерла 16 июня 2012 года в Минске. Похоронена на участке 124 кладбища «Колодищи» Минского района Белоруссии.

## Награды и звания
- Заслуженная артистка Белорусской ССР (1954)
- Народная артистка Белорусской ССР (1955)
- Народная артистка СССР (1970)
- Орден Трудового Красного Знамени (1955)
- Орден «Знак Почёта» (1967)
- Орден Дружбы народов (1985)[2]
- Медали
- Почетный гражданин Пермской области (2002).

## Партии
- «Орлеанская дева» П. И. Чайковского — Иоанна
- «Чародейка» П. И. Чайковского — Княгиня Евпраксия Романовна
- «Опричник» П. И. Чайковского — Боярыня Морозова
- «Мазепа» П. И. Чайковского — Любовь
- «Пиковая дама» П. И. Чайковского — Графиня, Полина
- «Евгений Онегин» П. И. Чайковского — Ольга, Филиппьевна
- «Черевички» П. И. Чайковского — Солоха
- «Царская невеста» Н. А. Римского-Корсакова — Любаша
- «Садко» Н. А. Римского-Корсакова — Любава
- «Снегурочка» Н. А. Римского-Корсакова — Весна, Лель
- «Князь Игорь» А. П. Бородина — Кончаковна
- «Борис Годунов» М. П. Мусоргского — Марина Мнишек, Шинкарка
- «Кармен» Ж. Бизе — Кармен
- «Дон Карлос» Дж. Верди — Эболи
- «Бал-маскарад» Дж. Верди — Ульрика
- «Трубадур» Дж. Верди — Азучена
- «Аида» Дж. Верди — Амнерис
- «Севильский цирюльник» Дж. Россини — Берта
- «Турандот» Дж. Пуччини — Турандот
- «Лоэнгрин» Р. Вагнера — Ортруда
- «Чёрт и Кача» А. Дворжака — Кача
- «Девушка из Полесья» Е. К. Тикоцкого — Алеся
- «Надежда Дурова» А.В. Богатырёва — Надежда Дурова
- «Не только любовь» Р. К. Щедрина — Варвара Васильевна (первая исполнительница)
- «Огненные годы» А. Э. Спадавеккиа — Катя (первая исполнительница)
- «Тихий Дон» И. И. Дзержинского — Аксинья
- «Безродный зять» Т.Н. Хренникова — Пахомовна
- «Виринея» С.М. Слонимского — Мокеиха
- «Мать» Т. Н. Хренникова — Ниловна
- «Война и мир» С.С.Прокофьева — Ахросимова, Старостиха Василиса